# Корж Микита Леонтійович
Мики́та Лео́нтійович Корж (нар. 30 травня (10 червня) 1731, Нові Кодаки, нині у складі м. Дніпро — пом. 30 жовтня (11 листопада) 1835, Михайлівка Катеринославського повіту Катеринославської губернії, нині с. Сурсько-Михайлівка Солонянського району Дніпропетровської області) — запорозький козак, автор усних оповідань та автобіографії.

## Життєпис
З діда-прадіда козак. Походив із запорозького роду, що відзначався надзвичайним довголіттям: його батько прожив 115 років, дід — 85, прадід — 89.
У сім років був взятий на виховання на Січ хрещеним батьком запорозьким старшиною Яковом Михайловичем Качалкою. Від 1738 понад 20 років перебував на Січі.
Наприкінці 18 ст. вів спільне господарство з Лазаром Глобою у Половиці, згодом перейменованій на Катеринослав.
Оженившись, вів власне господарство на хуторі біля річки Суха Сура (згодом село Михайлівка). Після знищення 1800 року вільних хуторів був обраний громадою повірником за землю та громадські справи колишніх запорожців і відряджений до Москви. Завдяки його клопотам землю було повернено.
У віці 104 років ще був досить бадьорим і помер від застуди, яку дістав, збираючи по околицях милостиню на будівництво нової церкви. Його поховали коло вівтаря нової михайлівської церкви.
Дуже добре пам'ятав старовину, вельми цікаво оповідав про неї. Незадовго до смерті його усні оповідання про побут запорожців записали архієпископ Катеринославський, Херсонський і Таврійський Гавриїл (світське ім'я Василь Федорович Розанов, 1781—1858) та єпископ Саратовський і Царицинський Яків (світське ім'я Йосип Іванович Вечерков, 1792—1850).
Невимушена та дотепна розповідь старого козака про своє життя рясніє численними відступами-поясненнями: про історію Січі та її структуру, про закони та звичаї запорожців, про їхній побут та релігійне життя. Ця оповідь — не тільки цінне історичне та етнографічне джерело, що зберігає свою значущість донині, а й цікава літературна пам'ятка, яка дає яскраве уявлення про рівень естетичних можливостей пересічного носія народної свідомості.
Вперше літературне опрацювання цих записів надрукував історик А. О. Скальковський. Окреме видання — «Устное повествование бывшего запорожца, жителя Екатеринославской губернии и уезда, села Михайловского, Никиты Леонтьевича Коржа» — вийшло в Одесі 1842 року. Його підготував архієпископ Гавриїл. На відміну від журнальної публікації, в цьому виданні більшою мірою збережено автентичний стиль Коржа; текст менше русифікований. Пізніше воно увійшло до зібрання творів Гавриїла (Архиепископ Гавриил. Сочинения, ч. 2. Москва, 1854, с. 1—99).
З Коржем архієпископа Гавриїла познайомив письменник Олекса Стороженко, який сам познайомився з козаком-довгожителем ще 1827 року і навіть здійснив з ним спільну поїздку по місцях запорозької слави. На основі книжки архієпископа Гавриїла Стороженко згодом написав «Споминки про Микиту Леонтійовича Коржа», в яких докладно змальовано життя та побут запорожців у Січі в останній період її існування.
З ініціативи Ірини Біжко, Наталії Семенової та Олександра Пластуна в с. Сурсько-Михайлівка у 2014 році створено народний музей Микити Коржа, який охоче відвідують школярі Солонянського та інших районів. Художник Мирослав Добрянський подарував музеєві декілька своїх картин, на одній з яких відтворив образ козака Коржа.